# Good Conduct Medal (Vereinigte Staaten)
Die Good Conduct Medal ist eine Auszeichnung der US-Streitkräfte. Sie wird in der Regel für eine Dienstzeit von drei Jahren vergeben, in der ein Soldat ehrenhaft und treu Dienst geleistet hat. Dies bedeutet, dass in dieser Zeit keine Disziplinarmaßnahmen oder gar schwerwiegendere Sanktionen ausgesprochen worden sein dürfen. Jede Teilstreitkraft vergibt die Auszeichnung individuell. Sie kann aber auch vorzeitig bzw. posthum verliehen werden.
Das US Marine Corps führte die Marine Corps Good Conduct Medal bereits 1896 ein. Die US Coast Guard verleiht seit 1923 die Coast Guard Good Conduct Medal, die US-Army führte die Army Good Conduct Medal erst offiziell am 28. Juni 1941 ein. 1960 bzw. 1963 folgte dann als letztes die Air Force Good Conduct Medal der Air Force. Die Auszeichnung kann mit Service Stars (Navy, Marine Corps und Coast Guard), Oak Leaf Clusters (Air Force) oder einem Good Conduct Loop (Army) noch hochgestuft werden.